# (8436) Leucopsis
(8436) Leucopsis est un astéroïde de la ceinture principale.

## Description
(8436) Leucopsis est un astéroïde de la ceinture principale. Il fut découvert le 25 mars 1971 à l'observatoire Palomar par Cornelis Johannes van Houten, Ingrid van Houten-Groeneveld et Tom Gehrels. Il présente une orbite caractérisée par un demi-grand axe de 3,09 UA, une excentricité de 0,12 et une inclinaison de 4,2° par rapport à l'écliptique.

## Compléments